# Inyati Mine
Koordinaten: 18° 13′ S, 32° 15′ O
Inyati Mine ist ein Ort in Simbabwe mit etwa 2.000 Einwohnern. Er liegt im Distrikt Makoni in der Provinz Manicaland. Im Bergwerk werden Gold und Kupfer gefördert. Der Ort hat Grund- und Sekundarschulen.